# Поланец (гмина)
Поланец (пол. Połaniec) — городско-сельская гмина (волость) в Польше, входит как административная единица в Сташувский повет, Свентокшиское воеводство. Население — 11 979 человек (на 2004 год).

## Демография
| Перепись                       | Всего   | Всего | Женщины | Женщины | Мужчины | Мужчины |
| ------------------------------ | ------- | ----- | ------- | ------- | ------- | ------- |
| Единицы                        | человек | %     | человек | %       | человек | %       |
| Население                      | 11 979  | 100   | 5999    | 50,1    | 5980    | 49,9    |
| Плотность населения (чел./км²) | 159,9   | 159,9 | 80,1    | 80,1    | 79,8    | 79,8    |

## Соседние гмины
1. Гмина Борова
2. Гмина Лубнице
3. Гмина Осек
4. Гмина Рытвяны